# Thomas Kralinski

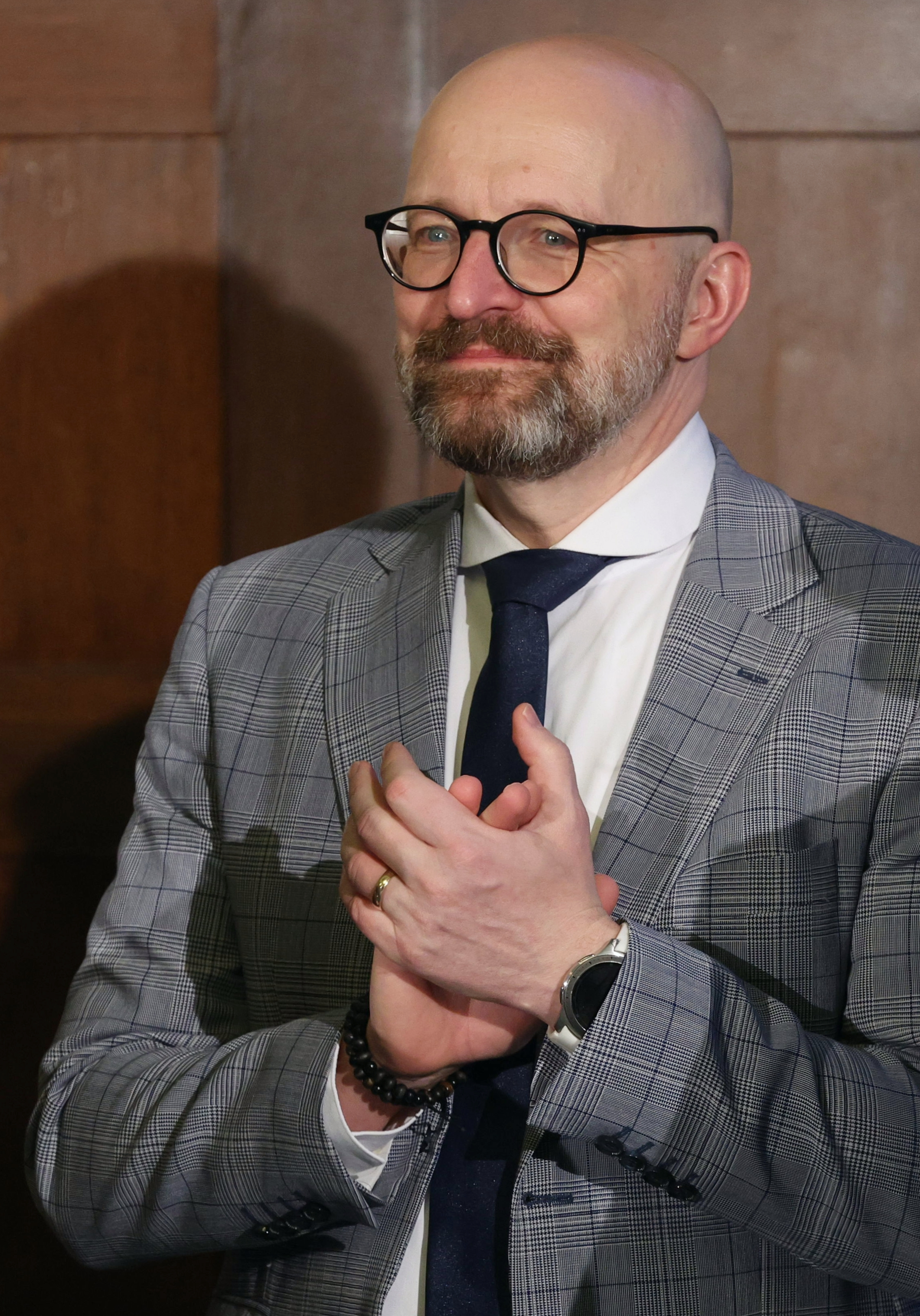
Thomas Kralinski (2024)

Thomas Kralinski (* 25. August 1972 in Weimar) ist ein deutscher Politik- und Osteuropawissenschaftler, Volkswirtschaftler und politischer Beamter (SPD). Seit 2022 ist er Staatssekretär im Sächsischen Wirtschaftsministerium. Zuvor war er von 2014 bis 2016 als Staatssekretär Bevollmächtigter des Landes Brandenburg beim Bund und für Medien und ab 2015 außerdem Beauftragter für Internationale Beziehungen des Landes Brandenburg. Von 2016 bis 2018 war er Chef der Staatskanzlei. Von Juni 2018 bis November 2019 war er erneut Bevollmächtigter des Landes Brandenburg beim Bund, für Medien, Digitalisierung und Internationale Beziehungen und stellvertretendes Mitglied der deutsch-russischen Freundschaftsgruppe. Seit 2019 ist er Vorstandsmitglied des Thinktanks „Das Progressive Zentrum“.

## Leben
Nach seinem Abitur, welches Kralinski 1991 an der Erweiterten Oberschule Wickersdorf ablegte, nahm er ein Studium der Politikwissenschaft, Osteuropawissenschaft und Volkswirtschaftslehre auf, welches er zwischen 1992 und 1998 in Leipzig und Manchester absolvierte. Es folgten Stellen als wissenschaftlicher Mitarbeiter am Studiengang Internationale Beziehungen der Technischen Universität Dresden (1999), wissenschaftlicher Mitarbeiter des wirtschaftspolitischen Sprechers der SPD-Landtagsfraktion Sachsen (1999–2003) und Referent beim SPD-Landesverband Brandenburg (2003–2004). 2004 wurde Kralinski Geschäftsführer der SPD-Landtagsfraktion Brandenburg. Diesen Posten übte er bis 2014 aus. Von 2003 bis 2017 war er Chefredakteur der Zeitschrift „Perspektive 21. Brandenburgische Hefte für Wissenschaft und Politik“.
Am 5. November 2014 wurde Thomas Kralinski, der Mitglied der SPD ist, von Ministerpräsident Dietmar Woidke zum Staatssekretär mit der Aufgabe Bevollmächtigter des Landes Brandenburg beim Bund und für Medien in das Kabinett Woidke II berufen. Er wurde Nachfolger von Tina Fischer. Seit März 2015 ist er zusätzlich Beauftragter für Internationale Beziehungen des Landes Brandenburg. Am 23. August 2016 teilte der Ministerpräsident des Landes Brandenburg, Dietmar Woidke mit, dass Thomas Kralinski zum Chef der Staatskanzlei als Nachfolger Rudolf Zeebs ernannt werden soll. Diese Funktion übte er bis Juni 2018 aus, als er erneut zum Bevollmächtigten des Landes Brandenburg beim Bund, für Medien Digitalisierung und Internationale Beziehungen ernannt wurde. Von 2014 bis 2020 war er Mitglied des Aufsichtsrates des Medienboards Berlin-Brandenburg sowie von 2018 bis 2020 stellv. Aufsichtsratsvorsitzender der Digitalagentur Brandenburg. Als Digitalisierungsstaatssekretär verantwortete er die erste Digitalstrategie des Landes Brandenburg. Im Zuge der Bildung des Kabinetts Woidke III im November 2019 wurde Kralinski in den einstweiligen Ruhestand versetzt.
Seit dem 1. Februar 2022 ist er Staatssekretär und Amtschef im Sächsischen Wirtschaftsministerium. Er folgte Hartmut Mangold nach.
Thomas Kralinski ist Mitglied im Vorstand des Thinktanks „Das Progressive Zentrum“, Vorstandsmitglied des Forums Ost der Sozialdemokratie, Mitglied des Hörfunkrates von Deutschlandradio sowie Mitglied des Advisory Board des Ostdeutschen Wirtschaftsforums. Seit 2021 ist er Lehrbeauftragter an der Universität Kassel.

## Privates
Kralinski ist verheiratet.